# Ja, ik wil... een miljonair!
Ja, ik wil... een miljonair! is een Nederlands programma van RTL 4, gepresenteerd door Carlo Boszhard.
In het programma Ja, ik wil... een miljonair! moest de miljonair, Stefan Kerkhofs, een keuze maken uit 46 vrouwen, waar hij op het einde één uit zou kiezen en daarmee zou gaan trouwen.

## Verloop
De finale van Ja, ik wil... een miljonair! werd live uitgezonden op 8 oktober 2000. In die laatste aflevering waren er nog drie vrouwen over, uit die drie vrouwen zou Stefan Kerkhofs één vrouw kiezen met wie hij zou gaan trouwen. Zijn keuze was gevallen op de 29-jarige Coby. Toen het eind van de aflevering naderde gingen de twee in ondertrouw. Op 23 oktober 2000 was het huwelijk. Twee maanden na de inzegening van het huwelijk maakte Endemol bekend dat de twee zouden gaan scheiden. De reden was dat de miljonair Stefan Kerkhofs homoseksueel is, maar volgens Endemol zou dat niet het geval zijn. De twee zijn overigens wel vrienden gebleven.

## Commotie
Gaande de afleveringen vorderden ontstond er commotie over het programma. Er werden Kamervragen gesteld door de SP aan staatssecretaris Cohen, om het feit dat er aan de 750.000 kijkers zo'n 1,5 miljoen gulden is verdiend. De kijkers konden stemmen wie Stefan Kerkhofs zou gaan kiezen. Onder de 750.000 kijkers werd er één BMW-cabrio verloot. Men was ook ontevreden over het feit dat de deelnemers werden uitgehuwelijkt.